# 재도
재도는 전라남도 완도군 금당면에 있는 섬이다. 특정도서로 지정하여 관리되고 있다.

## 특정도서
재도는 파식대, 해식동 등의 발달로 지형  및 경관이 매우 수려하고, 천연기념물인 황조롱이가 서식하고 있으며, 해조류가 풍부하여 독도 등 도서지역의 생태계보전에 관한 특별법에 의거 특정도서로 지정되었다.
- 지정번호 : 제71호
- 면적 : 9,894m2
- 지번 : 전라남도 완도군 금당면 가학리 산145, 산149